# Hidemaro Watanabe
Hidemaro Watanabe (渡部 英麿, Watanabe Hidemaro, Hiroshima, 24 september 1924 – Hiroshima, 12 oktober 2011) was een Japans voetballer die als doelman speelde.

## Japans voetbalelftal
Hidemaro Watanabe debuteerde in 1954 in het Japans nationaal elftal en speelde 2 interlands.

## Statistieken
| Japans voetbalelftal | Japans voetbalelftal | Japans voetbalelftal |
| Jaar                 | Wed.                 | Dlp.                 |
| -------------------- | -------------------- | -------------------- |
| 1954                 | 2                    | 0                    |
| Totaal               | 2                    | 0                    |